# Saint Philip, Barbados
Saint Philip este una din cele unsprezece parohii ale statului caraibian Barbados. Ea este situată în sudul extrem al insulei, având cea mai mare suprafață dintre toate celelalte parohii.

## Parohii vecine
- Saint George - Nord-Vest
- Saint John - Nord
- Christ Church - Vest